# Biskupice Oławskie
Biskupice Oławskie is een plaats in het Poolse district  Oławski, woiwodschap Neder-Silezië. De plaats maakt deel uit van de gemeente Jelcz-Laskowice en telt 340 inwoners.

## Verkeer en vervoer
- Station Biskupice Oławskie